# 黄凤祥
黄凤祥（1861年—1923年），字采九，号桐斋、紫庭，晚年改号翊卿，云南建水人，光绪己丑科举人，历任贵州归化厅通判、云南富滇银行总理等职。

## 生平
清朝咸丰十一年（1861年），黄凤祥出生于云南建水。光绪十五年（1889年），参加己丑科乡试，考中举人，到贵州省为官，曾任归化厅通判等职。辛亥革命后，黄凤祥返回云南。1911年11月24日任富滇银行总理。1913年11月任富滇银行个旧分行经理。1916年任个旧县商会会长:97。

## 相关
民国初年云南个旧自来水厂“个旧溥利自来水华股有限公司”在制水机及清水池上建“清源楼”，石屏县晚清举人张舜生撰《清源楼落成记》，由黄凤祥书写后刻成木匾悬挂于清源楼上。